# Katalog južnih neobičnih galaktika i asocijacija
Katalog južnih neobičnih galaktika i asocijacija (eng. Catalogue of Southern Peculiar Galaxies and Associations), kratica AM (Arp-Madore) je astronomski katalog autora Haltona C. Arpa, Barryja F. Madorea i Williama Robertona.
Katalog sadrži 2441 objekt. Grupirani su u 25 kategorija kojima su pridruženi odgovarajući kodovi. Djelo je u dva sveska. U prvom su općeniti podatci i indeks objekata, a u drugom su nabrojani svi objekti prema kategorijama i potkategorijama uz fotografije i dodatne opise.
Oznakom 1 označene su galaktike s međudjelujućim drugom ili drugovima. Oznakom 2 označeni su međudjelujući dvojci odnosno galaktike usporedno približnih veličina. Oznakom 3 označeni su međudjelujući trojci. Oznakom 4 označeni su međudjelujući četverci. Oznakom 5 označeni su međudjelujući peterci. Kodnom oznakom 6 označene su prstenaste galaktike ili ini morfološki sličnih objekti. Oznakom 7 označene su galaktike s pravocrtnim mlazevima. Oznakom 8 označene su galaktike s prividnim drugom ili drugovima. Oznakom 9 označene su galaktike vrste M51, kojima je drug na kraju spiralnog kraka, ili kako su u Arpovom Atlasu neobičnih galaktika 1966. opisane kao "nataknute na spiralni krak". Oznaka 10 je za galaktike s neobičnim spiralnim krakovima. Oznaka 11 odnosi se na trokrake spirale i višekrake spirale. Oznaka 12 označava neobične diskove, odnosno gdje postoji velika asimetrija ili deformacija. Ovdje su samo spirale s takvim neobičnostima u glavnom tijelu galaktike. Kodna oznaka 13 su kompaktne galaktike, one kojima je veliki površinski sjaj. Oznakom 14 označene su galaktike s prominentnom ili neuobičajenom absorpcijom prašine. Brojem 15 označava se galaktike s repovima, petljama materijala ili ostataka. 16 su nepravilne ili poremećene, prividno izolirane galaktike. Oznakom 17 označava se galaktički lanac, pri čemu je kriterij da su barem četiri ili više galaktika poredane. Oznakom 18 označava se galaktičke skupine (eng. group), pri čemu je kriterij da su tu četiri ili više galaktika, ali koje nisu poredane. Broj 19 označava skupove (eng. cluster), ali tu su ubrojeni samo vrlo uočljivi, bogati sustavi. Oznaka 20 jest za patuljaste galaktike, odnosno mala površinskog sjaja. Brojem 21 označava se zvjezdane objekte s pridruženom magličastošću. Pod 22 uvršteni su razni, to jest rijetki objekti ili objekti koji se ističu različitošću. Oznakom 23 označava se bliske parove koji nisu u vidljivom međudjelovanju. Oznakom 24 označava se bliske trojce koji nisu u vidljivom međudjelovanju. Pod brojem 25 svrstane su planetne maglice.